# 塔科拉火山

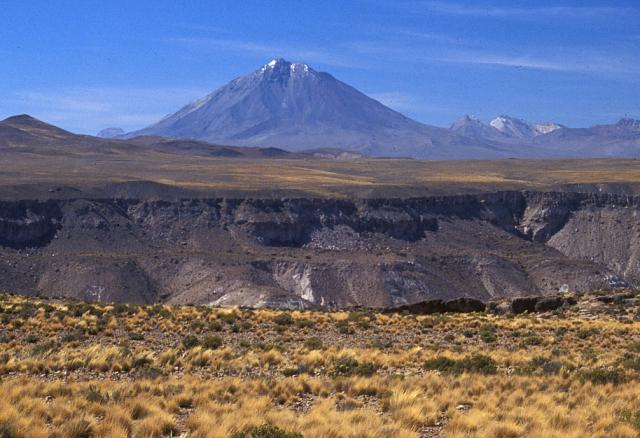

塔科拉火山是智利的火山，位於該國北部阿里卡和帕里納科塔大區，毗鄰與秘魯接壤的邊境，屬於安第斯山脈的一部分，海拔高度5,988米。

## 外部連結
- "Volcán Tacora, Chile" on Peakbagger （页面存档备份，存于）